# 2017年台灣勞動基準法修正爭議
2017年，蔡英文政府提出《勞動基準法》修正案，主要為因應2016年一例一休修法後，關於適度調整延長工時限制、例假安排及特別休假規定等建議。被勞工團體認為其過度鬆綁之方向，將造成勞權大幅倒退，稱之為「勞基法修惡」。其主要修法方向包括：取消休息日「做一給四」加班費計算方式，改核實計算；放寬加班時數上限；放寬更換班次時應間隔11小時休息時間之規定；放寬「七休一」之規定，經中央主管機關指定的行業，雇主經工會或勞資會議同意，例假日可在14天週期內調整，每2週內的例假及休息日至少應有4日、每8週內的例假及休息日至少應有16日；以及放寬特休假結算工資之期限。

## 事件經過
2017年9月5日，總統兼民主進步黨主席蔡英文給予準行政院院長賴清德七項期許：
1. 加速執行攸關產業結構轉型的五加二產業創新計畫。
2. 有效率地執行前瞻基礎建設計畫，帶動全面性的投資成長。
3. 持續強化勞工安全以及福利，並保持在經濟轉型中產業所需的人力和彈性。
4. 全力執行能源轉型計畫，確保供電穩定，落實非核家園。
5. 接續完成稅改工作，以及各項已經啟動的改革工程。
6. 加速執行長照及托育計畫，積極因應人口老化及少子化的社會趨勢。
7. 強化政府國家發展的整體規劃，有效管控各項計畫的執行進度和預算效能，減少財政上不必要的浪費。

2017年10月31日，勞動部正式預告勞動部《勞動基準法》修法版本，立委何欣純提出的「加班費核實計算」、「加班工時帳戶制」、「特休假遞延」3大方向，行政院則提出「鬆綁7休1」、「縮短輪班間隔」。據傳總統蔡英文僅對該法中之加班時數實質計算、單月加班時數從46小時延長到54小時、休遞延到年修完或可領取工資三大方案修正，行政院長賴清德則補充鬆綁七休一與輪班間隔不得低於11小時改為可縮短為8小時兩條條文做修改。
2017年11月2日，時代力量立委洪慈庸質疑，勞動部口口聲聲說很多勞工想加班，修法需要數據資料支撐，要求勞動部提出。勞動部政務次長廖蕙芳指出，2016年12月蒐集一例一休實施狀況資料，勞工對於一例一休少掉加班費的意見，有做調查，會後可提供。
2017年11月4日，蔡英文從南太平洋返國，民進黨立委詢問總統府，是否支持政院版《勞基法》。賴清德整合立委意見後，向蔡英文報告。
2017年11月5日，行政院副祕書長何佩珊邀民進黨立委討論法案，賴清德不願加入政府機關管控機制，立委堅持加入政府機關管控機制，賴清德妥協。民進黨立委指出，「原本的行政院版是賴清德堅持的產物！」

2017年11月9日，行政院會議通過《勞動基準法》部分條文修正草案，送立法院審查。各工會與勞工團體聚集於行政院大門，反對《勞動基準法》修惡、鬆綁七休一等制度。賴清德強調，一例一休實施以來「企業反映經營困難」，勞工也喪失加班機會，政府面對這些問題不該繼續「視而不見」，秉持蔡英文「既保障勞工權益，也給予資方經營彈性」的指示進行修法。賴清德指出，修法的兩重點為「四個不變（正常工時不變、週休二日不變、加班總工時不變、加班費率不變）」、「四個彈性（加班彈性、排班彈性、輪班間區隔彈性、特休運用彈性」。一例一休再次修法後，「加班工時上限從現行46小時提高到54小時」，七修一部分老闆可以讓例假在每7日周期內調整，「輪班間隔休息11小時調整為8小時」。當年度特休假未休完則企業給付工資，改為「特休假遞延」到下年度使用，遞延後特休假仍未休完，企業才給付工資。

2017年11月9日，勞動部政務次長廖蕙芳到政大演講前，受到政大學生勞動權益促進會和政大種子社10多名學生抗議。學生高喊「賴缺德吃飽飽，勞工全跌倒」、「廖蕙芳，橡皮圖章」，並批評他們所奉行的只是優先圖利資本家的意志。學生表示，資本家或政府所謂的「勞動彈性」不應該被當作《勞動基準法》持續放寬工時管制、向下探底的理由，一例一休再修法後對勞工不利，他們嚴正反對《勞基法》改惡。同日，勞工團體號召千名勞工在行政院大門口前抗議，批評這次修法是「台灣史上最爛勞基法」，批評賴清德「缺德」，並要求賴清德下台。11月19日，勞動部政務次長廖蕙芳閃電請辭，勞動部長林美珠表示請辭與修法無關。但廖蕙芳於12月29日在個人臉書發文，首次坦言是因為「不認同修法」而選擇請辭。廖蕙芳表示，在行政院確定提出《勞基法》修法版本之後，「我也作出我人生的選擇，我離開執政團隊，各自尊重彼此的選擇，離去不必多言。」
2017年11月20日，時代力量立法院黨團總召集人徐永明以「復議期未過」60人中林淑芬與江永昌並未簽署不覆議同意書為理由，杯葛立法院社會福利及衛生環境委員會和立法院經濟委員會聯席審查《勞基法》修法超過11個小時，遭到民進黨立委拖離。爾後，行政院長賴清德傳簡訊給時代力量立委黃國昌，請教《立法院議事規則》。
2017年11月21日，黃國昌在臉書表示，解釋《立法院議事規則》是立法院的權責，非行政院所能越權過問。
2017年11月22日，立法院社會福利及衛生環境委員會《勞基法》修法公聽會中，台灣護師醫療產業工會理事長陳玉鳳抗議護理人員連續上班23小時。2014年全國二十四萬五千多位護理人員領照，執業者約60%，護理人員離職率約12％。台灣高等教育產業工會秘書長陳政亮質疑：民進黨開《勞基法》修正案公聽會是跑程序、明天出委員會，台灣勞資協商是雇主說了算；林美珠不適任勞動部長，不是因為生病，是因為無法保護勞工。彰化縣活力旺企業協會會長兼彰化縣小英後援會榮譽總會長蕭明仁說：「台灣那裡有勞工過勞死？有，也是本來就有病。」此言在網路上引發反彈聲浪以後，蕭明仁先後發出兩份聲明，第一份聲明稱此言是他「一時的口誤」導致誤解，第二份聲明稱此言遭曲解。
2017年11月23日上午2點，2016工鬥連線9人分別在勞動部、行政院二號門、總統官邸與經濟部潑灑紅色油漆並寫下「血汗修法」、「血汗政策」，警方逮捕後依《社會秩序維護法》、《廢棄物清理法》送辦。立法院社福衛環委員會審查《勞動基準法》修正草案，國民黨立委蔣萬安、陳宜民提案逐條討論時，立委發言時間不得受限、不能限制只有第一輪發言。通過提案後，蔣萬安、陳宜民以冗長發言杯葛《勞動基準法》修正案，主席林靜儀最終宣布散會。
2017年11月24日，台北市醫師職業工會理事長黃致翰引用3篇期刊：
- 2014年韓國學者於《環境與職業醫學年報》指出，每周工時超過40小時，高血壓風險提高至2.2倍以上。
- 2015年醫學期刊《刺胳針》22萬人的統計資料發現，低社經階層的民眾容易因為長工時增加罹患糖尿病的風險。
- 2015年《刺胳針》60萬人的統計資料發現，相較於每周工作35到40小時的勞工，每周工時大於55小時的勞工罹患冠狀動脈疾病與中風的風險分別顯加13%和33%。

黃致翰指出，賴清德擁有美國哈佛大學公共衛生學院學位，應當知道過勞相關醫學資訊，修惡《勞基法》是昧著良心。
2017年11月25日，行政院大門前增加警力佈署，並設五道防護，加強警戒。
2017年11月26日，蔡英文第一度介入協調《勞基法》與賴清德、林美珠、立院黨團幹部等人會商。行政院長賴清德向蔡英文報告行政院版經過黨內、黨團充分溝通，納入把關機制，無損勞工權益，賴清德拜託全力支持政院版。賴清德致電立法院衛環委員會召委、國民黨立委蔣萬安，因為勞動部長林美珠罹患乳癌開刀，術後必須休息，不要安排勞動部長林美珠到立法院做專案報告。蔣萬安還是安排勞動部專案報告，但表示林美珠可不出席。
2017年11月27日，賴清德接受中央通訊社專訪時指出，《勞動基準法》修法後，66%民眾認為一例一休有問題，再修法是給資方和勞工彈性；年輕人剛出社會、收入不高想加班，但一例一休使老闆不願讓他們加班。勞動部調查，19%勞工因正常工時或加班工時減少，收入受到影響，其中有6成民眾想要額外再兼差。台灣薪資環境沒有到達「臨界點」，一例一休再修法是幫助勞工「賺取加班費」的彈性。賴清德說，他在台南市市長任內搭乘台灣高速鐵路700T型電聯車時親耳聽到民眾說，一例一休讓他的兒子收入少了新台幣2萬元；他跑基層時，很多民眾當面說，一例一休讓老闆不願讓他們加班賺錢。賴清德強調，這次《勞基法》修法沒有偏左、也沒有偏右，是中道而行。輪班間隔至少8小時，公司不會故意排整人班表「叫你今天上晚班、明天午班、後天早班」。輪班間隔原則11小時、經勞資協議可縮短為8小時，不會有護士體力不支還照顧病人的狀況，目前也沒有發生這種狀況。
2017年11月29日，賴清德宴請民進黨立委吃午餐，立法院4個委員會（衛環、交通、教育、經濟）的民進黨立委、民進黨祕書長洪耀福、總統府祕書長劉建忻、行政院祕書長卓榮泰均與會出席。午餐中，賴清德勸導立委林淑芬，不要在委員會、媒體上罵行政官員。賴清德並與林淑芬辯論「輪班間隔」，林淑芬指出：勞工上班8小時、加班4小時，加上午晚餐休息2小時，一天工作14小時。輪班間隔調整為8小時，工作交通往返各1小時，休息時間不到8小時。賴清德回覆：計算不務實，多數勞工通勤時間不用1小時，通勤時間不是上班，吃飯是休息，不算工作。民進黨立法院黨團總召集人柯建銘打斷談話：「細節就不要再談了！」勞動部長林美珠受訪時表示，醫護現場因為人力關係，排班的時候或許有過勞，原則上希望維持11小時輪班間隔。
2017年11月30日，賴清德在三立新聞台《新台灣加油》的專訪中指出，在保障勞工的前提之下，給予資方經營的彈性，《勞基法》修法聚焦在周休二日與勞資協議；推動國家進步、壯大台灣，該修法就要修法，行政院會說明清楚、向社會負責。
勞動部統計，2016年一例一休修法通過後，勞工有19%受影響，60%的勞工想再兼差，總收入減少。修法後，最壞的狀況，勞工最少有12小時休息。
2017年11月30日，立法院社福衛環委員會舉辦第三場勞基法公聽會，勞動部提出說帖：五個部會聯手把關，照顧勞工權益。勞動部長林美珠在公聽會表示：勞動部會協助勞工組工會、輔導企業召開勞資會議。勞動部統計：台灣約有1440000家企業，990個企業工會。2016年66000家企業有開勞資會議，比例達4.58%。
- 五個部會把關機制：

1. 金管會：勞資會議召開將列為上市櫃審查准駁要件。
2. 勞動部：申請產業外勞須檢附四次勞資會議證明。
3. 公共工程委員會：勞資會議列為公共工程招標重要項目。
4. 衛福部：勞資會議列為醫院評鑑查核機制。
5. 經濟部：勞資會議納入租稅補助檢討。[53]

2017年11月30日中央研究院社會學研究所副研究員林宗弘接受《上報》採訪時，引用行政院主計總處《中華民國資料統計網》數據指出，1996年開始中小企業漸漸萎縮，中小企業的困境不是《勞基法》，而是「國內大財團」、「中國大陸及海外台商」的競爭；政府不針對結構性問題進行產業轉型及升級，即便修改《勞基法》，中小企業也撐不了幾年。
| 年     | 私營受雇者所佔比例 | 自營作業者所佔比例 | 雇主所佔比例 |
| ------ | ------------------ | ------------------ | ------------ |
| 1996年 | 50%                | 16.96%             | 5.35%        |
| 2001年 | 61.45%             | 15.81%             | 5.24%        |
| 2006年 | 65.35%             | 13.9%              | 5.11%        |
| 2011年 | 68.08%             | 12.36%             | 4.48%        |
| 2016年 | 70.12%             | 11.71%             | 3.95%        |

林宗弘指出，「進退比」為「新創公司數」除以「倒閉公司數」，公司的「進退比」高，則創業意願高。2017年1月1日《勞基法》一例一休生效，2017年上半年，公司的「進退比」為260％，「新創公司數」為「倒閉公司數」的2.6倍，創下3年來新高，一例一休讓工時縮短之後，並沒有因工時失去彈性而減少企業創業、新創。
2017年11月30日，1111人力銀行人資長曹新南計算行政院院長賴清德所述「一例一休讓收入少了2萬元」，並指出三種假設情況皆與職場現況不吻合。同日，總統府的民調支持率僅突破2位數，比國民黨低。蔡英文第二度介入協調《勞基法》：林美珠、國發會主委陳美伶、交通部長賀陳旦、衛福部長陳時中進總統府開會，將行政院版「經工會或勞資會議同意，可將11小時縮短為8小時」修正為「例外特殊狀況、專業狀況，須經目的事業主管機關會同勞動部核准」。行政院中央大樓周邊臺北市聯營公車站牌、台北捷運、地下道等指標，「行政院」三字遭抗議民眾以貼紙改為「功德院」，以回應賴清德稱消防員捕蜂捉蛇與照顧服務員薪水低「當作做功德」。
2017年12月1日台灣警察工作權益推動協會、消防員工作權益促進會、台北市醫師職業工會，向行政院索取「消防員補蜂捉蛇回歸農委會」的完整計畫，並希望與行政院、農委會協商。行政院代表指出：警察、消防員不是勞工，不能進行勞資協商。賴清德表示，經連續兩天與民進黨立委溝通一例一休法案，除了林淑芬、江永昌持反對意見，
管碧玲堅持「特殊情況」必須入法，民進黨立委原則上支持行政院版本的法案，立法院會讓文字更精準、原則不變。勞動部長林美珠在黨團會議提出《勞基法》微調，「鬆綁7休1」的產業，盤點後一次公告，依《行政程序法》規定，附條件、期限，定期檢討，不採個別企業申請制，只因人力不足不會核准鬆綁7休1；「輪班間隔8小時」需「例外特殊狀況、專業狀況，須經目的事業主管機關會同勞動部核准」。民進黨立法院黨團總召集人柯建銘說，民進黨團支持行政院《勞基法》修法的七休一把關機制，並建議輪班間隔例外8小時，將主管機關、中央主管機關的把關機制入法。經過兩天餐敘，了解2016年修法輪班間隔11小時，許多部會反映產業實施困難，導致勞動部建議生效日期延至2019年元旦；《勞基法》一例一休再修法讓輪班間隔11小時生效，經勞資協商允許輪班間隔8小時，讓困難產業有緩衝時間。
2017年12月1日，勞動部放寬危險性工作場所審查，修改《危險性工作場所審查及檢查辦法》第一章第2條第四款「丁類危險性工作場所（營造工程）」審查標準。
2017年12月3日，青年團體在行政院大門舉辦「過勞大悲功德大法會」，反對《勞動基準法》修惡。
2017年12月4日，賴清德接受周玉蔻廣播節目《蔻蔻早餐》專訪，說明修法相關焦點：
- 親自打電話給國民黨立委蔣萬安，請他不要排勞動部長林美珠專案報告，是擔心蔣萬安會被社會批評。
- 勞基法修正案出委員會後，有一個月協商期，可以再討論。
- 一例一休產生問題：19%勞工受影響，收入減少，六成想再兼差。
- 一例一休再修法是秉持蔡英文的指示。
- 「功德說」是誤會，不是要人做功德。

2017年12月4日，立法院社環、經濟委員會經13小時議事程序，朝野黨團無交集爭吵，重覆霸占發言台、架離發言台，爆發多次肢體衝突，晚上10時立法院社環、經濟委員會提出臨時動議，對勞基法修正草案進行表決，投票結果：出席27人，贊成15人、反對7人，勞基法修正草案全案保留送院會協商。台北市勞動局長賴香伶晚間在臉書上表示反對，並指出「三重過勞」：
1. 第34條輪班間隔從11小時下修到8小時。
2. 連續上班12天（每七天有一天例假，例假可移動，一周例假放星期一、下一周例假放星期日，兩個休息日上班）。
3. 每月加班上限54小時。

另外勞基法修正草案內容還有：休息日加班取消「做1小時給4小時加班費、做5小時給8小時加班費」，改為核實計算；特休假遞延1年，未休完發給工資。
2017年12月5日，蔡英文在臉書發文「所有政務的推動，我會與賴院長及執政團隊共同承擔；而我作為總統和黨主席，會負起最後的責任」，打破「府院修法立場不一致」傳聞。
2017年12月6日，蔡英文在民進黨中常會指出，民進黨始終堅持「四不變」，特殊狀況的彈性有把關機制；政府會介入勞工過勞的問題、會持續推動基本工資的調升，蔡英文會負起最後的責任。同日，蔡英文和民進黨年輕黨工座談，蔡英文指出，她家境好，但她很左派、對中下階層很有感情；《勞基法》修法是為了讓年輕人薪資增加，痛苦但不得不做。
2017年12月7日，行政院在平面媒體刊登廣告，根據勞動部《勞動基準法周休二日新制施行及部分條文修正草案之影響評估》中106年5月「勞動基準法周休二日修法意見調查」，因休息日加班費或加班機會減少之勞工佔19%，19%中想兼職增加收入者60.3%，《勞基法》修法後保障弱勢勞工得以加班充裕所得權益。
2017年12月10日，南部總工會大聯盟、高雄市產業總工會、大高雄總工會、台灣基層護理產業工會等團體於13點在高雄市五福一路集合，14點30分抵達行政院南部聯合服務中心前抗議，高喊「拒絕過勞」、「終結低薪」，並投擲水球。警方以欄杆、拒馬防護行政院南部聯合服務中心，3點15分舉牌「行為違法」，群眾即解散。
2017年12月23日，2017五一行動聯盟舉行「反勞基法修惡大遊行」，在台北車站周邊遊行抗議。當日傍晚部分抗議群眾與學生不願離去，遂於臺北街頭與警方展開游擊戰抗議模式，造成台北車站與西門町等地交通大打結，當日深夜示威群眾於行政院解散，警方隨即強力清場，遭質疑執法過當，包括將已出示律師證之律師扛上警備車與郊區丟包等。
2018年1月3日，監察院通過對行政院、勞動部二修勞基法的糾正案。
2018年1月5日，因《勞動基準法》修法爭議，時代力量立委在總統府前絕食抗議；至8日被警方強制驅離。
2018年1月8日，勞工團體第二次遊行抗議，傍晚桃園市產業總工會15人在台北車站第三月台臥軌抗議，隨後遭警方強行拖至月台上；稍後更有抗議群眾於月台樓梯口靜坐抗議。。
2018年1月10日，立法院臨時會經過18小時不斷電表決，在上午8時44分三讀通過《勞動基準法》修正案。《勞基法》修正案第24條，取消現行「做一算四」、「做五算八」，改為休息日加班費核實計算，民進黨立委林淑芬、劉建國、鍾孔炤以及加入民進黨團運作的無黨籍立委趙正宇等4人棄權。《勞基法》修正案第32條經勞資會議同意後，得延長加班工時上限，一個月54小時、每3個月不得超過138小時。立委林淑芬、鍾孔炤、趙正宇、管碧玲、江永昌等4人棄權；綠委劉建國、姚文智未投票。《勞基法》修正案第32之1條，加班換成補休。立委劉建國、鍾孔炤、林淑芬、趙正宇未投票；《勞基法》修正案第34條，輪班間隔時數11小時縮短為8小時，劉建國、鍾孔炤、林淑芬、江永昌、葉宜津棄權。《勞基法》修正案第36條，7休1限制改為可連續工作12天，劉建國、鍾孔炤、林淑芬、江永昌棄權；《勞基法》修正案第38條規定，特休假可遞延1年。趙正宇未投票。三讀表決時，國民黨立委全數退席未投票，民進黨立委64票贊成、0票反對、0票棄權。未投票民進黨立委包括林淑芬、鍾孔炤、趙正宇。

## 影響
| 區分                  | 法規           | 說明 |
| --------------------- | -------------- | --- |
| 休息日 加班計算       | 勞基法第24條   | 於一例一休修法時訂為做一給四，即加班未滿4小時加班費以4小時計，以此類推，此次改為核實計算。 |
| 加班換補休            | 勞基法第32-1條 | 加班後，依勞工意願除了常見的領取加班費外，還有另一種選擇，就是補休方式並且還需經雇主同意，應按照工作時數計算補休時數（給最低標準1：1或其他，可由勞資雙方協議）；不過勞工大多處於弱勢、協議從來無，而現實是若干公司遺留陋習文化，如「潛規則」等方式，加上年終考核績效(正職)與簽約到期工作不保(外包、簽約年聘職)的手段之無形壓力，企業為了撙節人事成本開支，實際上非常難保障勞工的「自我意願」，而是在大環境的「潛規則」淺移墨化下做出『被意願』的抉擇，即「加班不給加班費，只能換補休的方式」，為企業合法地規避加倍工資的支出，開啟一道後門。 若期限內未補休，勞工可行使原本的加班費權益，期限由勞資雙方協議。唯補休或加班費之期限相關條文於實施細則第24條第2項及實施細則第22-2條說明 |
| 輪班間隔              | 勞基法第34條   | 條文：「輪班換班間隔以11小時為原則，但因工作特性或特殊原因，雇主經中央目的事業主管機關請中央主管機關公告者，得變更休息時間不少於連續8小時。雇主變更休息時間者，應經工會或勞資會議同意後，始得為之。雇主僱用勞工人數在30人以上者，應報當地主管機關備查。」 於一例一休修法時明訂為11小時以上，但遲遲未施行，改為有條件8小時。 |
| 七休一鬆綁            | 勞基法第36條   | 修法前僅四週變形工時（第2項第3款）規定每二週內至少應有二日之例假，亦即最多可連續上班10日，再加上休息日可加班之規定，最多可連續上班12日。 其他無論一例一休（第1項）或是雙週變形工時（第2項第1款）、八週變形工時（第2項第2款），都有每七日至少應有一日例假之規定，即便加上休息日可加班，最多亦只能連續上班6日。 而修法後若符合條件者，均可改為於七日內調整例假，亦即加上休息日可加班的情況，最多可連續上班12日 |
| 特休折算工資 延遞時間 | 勞基準第38條   | 原規定應於1年內，改為有條件遞延1年 |
| 加班工時上限          | 勞基法第32條   | 自46小時延長為54小時，每3個月不得超過138小時；以3個月一周期的加班時數排法： (30－54－54)－(54－54－30) (30－54－54)－(54－54－30) = 1年有8個月的加班時數可超過46小時 |

## 反應
- 2017年10月31日，自由台灣黨政策部主任溫朗東諷刺，七休一在國民黨執政下的《勞動基準法》只活了二年就夭折，民進黨執政只花一年多就讓七休一回棺材，「勞工果然是蔡英文心中最軟（土深掘）的一塊」[109]。2017年11月23日，溫朗東表示，希望年輕人站出來說「這次，民進黨做錯了」[110]。
- 2017年11月9日，從1992年起參與勞動相關法令修正的中國文化大學法律學系教授兼勞動部法規委員會委員邱駿彥，首度現身各工會與勞工團體在行政院大門的抗議行動。同月8日，邱駿彥說，一例一休再修法「根本沒得討論」，因為行政院早已決定修法方向，「勞動部也只是乖乖聽話而已」；民進黨提出比工商團體還誇張的修法版本，是錯估形勢，「他們以為台灣人很健忘，但選舉到了這些紀錄一定統統會被扯出來」[111]。
- 2017年11月15日，中國國民黨主席吳敦義表示，樂見蔡英文政府知錯能改、提出一例一休再修法，但社會各界仍對一例一休再修法有所疑慮，蔡英文政府應多聽取勞資雙方意見以尋求社會最大共識[112]。
- 2017年11月22日，婦女新知基金會facebook頁面貼出一張宣告與民進黨決裂的紅字圖：「這些日子，你為了慣老闆的利益，減我的薪水，加我的工時，騙我的選票，毀我的未來。衷心感謝你不住的踐踏，為此我許下刻骨銘心的承諾：這輩子不投你了，民進黨。」[113]2017年11月25日，前民進黨立法委員陳昭南表示，婦女新知基金會是「民進黨創黨以來的堅實盟友」[114]。
- 2017年12月4日，社會民主黨召集人范雲表示，她反對一例一休再修法，「過去民進黨為了太陽花（學運）聲援學生，現在民進黨只剩下一個林淑芬（聲援勞工）」，民進黨對不起「民主」二字。臺北市醫師職業工會秘書陳亮甫批評，民進黨勝選以前支持民眾、勝選以後髮夾彎，「找出一些社運出身的人當立委，再說他們『不符黨意』」[115]。
- 2018年1月4日，各大學教授發起「學界反對《勞基法》修惡之聯署聲明」，抨擊民進黨粗糙且完全傾向資方的《勞動基準法》修法是加重台灣勞工「過勞的惡夢」、嚴重傷害該法的立法精神，要求民進黨「應立即停止此一修法」[116]。
- 2018年1月7日，參與「學界反對《勞基法》修惡之聯署聲明」的國立臺灣師範大學英語學系教授黃涵榆公開自己剪掉民進黨黨證的照片，黨證旁邊的便條紙寫著退黨聲明：「我選擇在民進黨全面執政、全面背棄人民的時刻退出民進黨，在我心裡那個為民主犧牲的黨已經死了。從此我們不是同志，而是拒馬對立的兩邊！」黃涵榆表示，要讓民進黨知道，台灣人並不虧欠民進黨，大家可以讓國民黨徹底泡沫化、也可以讓民進黨變成歷史灰燼[117][118]。
- 2018年1月9日，香港民運人士呂智恆飛抵臺灣桃園國際機場，準備到立法院聲援勞工團體反對《勞動基準法》修惡，卻被拘禁在機場職員室近4小時，被拒絕入境。行政院大陸委員會表示，呂智恆未事先申請電子簽證、到了機場才申請落地簽證，內政部移民署詢問陸委會等相關單位後決定發給他簽證[119]。呂智恆取得簽證後說，蔡英文政府害怕任內再次發生太陽花學運之類的抗議活動，所以使用大規模的拒馬包圍立法院，專制的作法與香港特別行政區政府沒有兩樣[120]。
- 2018年1月19日，中華民族致公黨公布該黨委託趨勢民調執行的民調：59.7%受訪者不滿意《勞動基準法》修法內容，越年輕者感到不滿意的比例越高；24.2%受訪者對於各政黨在《勞動基準法》修法過程中的表現都感到不滿意，45.8%受訪者認為在野黨比較維護勞工權利，42.7%受訪者認為民進黨比較維護資方權利[121]。
- 2018年5月5日，由台灣各地工會幹部、白色恐怖受難者與社運人士組成的政黨左翼聯盟在台大校友會館召開成立大會，宣告成立。左翼聯盟指出，《勞動基準法》越修越爛，凸顯國民黨與民進黨的親資右翼本質；時代力量更在《勞基法》修法過程中打假球提出退步的版本，令人無法期待[122]。
- 2018年5月19日，黃國昌發表給蔡英文的公開信，他說，蔡英文當選總統以前承諾和勞工站在一起，當選以後卻強勢主導《勞動基準法》修惡，這是未能堅持價值，更是背棄承諾[123]。
- 2018年5月20日，勞動人權協會執行長王娟萍表示，蔡英文上任總統以後，2016年總統選舉時的六大勞動政策通通跳票，「競選時謊話連篇，當選後幹話連連」。桃園市電子業產業工會理事長趙建輝表示，在《勞動基準法》修法上，蔡英文政府不但沒有從保障勞工的立場出發，反而擺出層層拒馬對付爭取勞工權益的人，也不理會臥軌抗議的勞工。左翼聯盟召集人顏坤泉痛批，蔡英文當初說要用一例一休保障勞工，「結果這碗飯還沒吃到、法案還沒落實，就整碗拿回去，上任後兩度修惡《勞基法》，讓台灣勞工權益倒退30年」；民進黨是資本主義政團，應該改名為「民主退步黨」[124]。
- 2018年5月25日，輔仁大學教授周偉航（人渣文本）表示，民進黨的青年選票流失，可能與民進黨打壓台北市市長柯文哲有關，也可能與民進黨在政策上偏袒老人與資本家有關；民進黨大多數政治人物至今仍未意識青年選票流失的嚴重性，原因是他們身邊同溫層都是中老年人，僅存的年輕黨工多半報喜不報憂；這些人還繼續講幹話得罪年輕人，甚至批判及羞辱青年選民[125]。
- 2018年7月18日，國立中山大學社會學系副教授萬毓澤說，現在的台灣學生對民進黨的評價其實跟他10或15年前看到的不太一樣，尤其2017年《勞動基準法》修法確實衝擊到年輕人對民進黨的觀感[126]。
- 2018年8月17日，台灣競爭力論壇公布委託全國公信力民意調查執行的「民進黨執政大調查」民調結果，賴清德所言「大家如果覺得薪水太低，『低薪當作做功德』」奪得蔡英文政府十大幹話第一名（受訪者不認同此言者有90.2％），蔡英文所言「勞工永遠是民進黨心裡最軟的那一塊」奪得蔡英文政府十大幹話第九名（受訪者不認同此言者有64.9％）[127]。
- 2018年11月27日，台灣醫療勞動正義與病人安全促進聯盟表示，2018年九合一選舉民進黨慘敗，是反對《勞動基準法》修惡的人民的怒吼，是民進黨背棄改革的一大挫敗[128]。
- 2018年11月29日，國立中正大學傳播學系教授羅世宏說，蔡英文政府執政兩年多以來推動一系列改革，但其中包括軍公教年金改革、一例一休、追討國民黨黨產與轉型正義工程都犯了「直接衝擊特定群體利益，卻沒有任何群體因改革明顯受益」的大忌，而且在推動改革的過程中「既缺乏清晰的政策願景，政策溝通技巧也相當拙劣，甚至給予外界一種躁進或粗暴的印象」[129]。
- 2018年12月27日，台灣歐洲聯盟研究協會秘書長林雍昇批評，2014年以來，在蔡英文領導下，民進黨的政策走向與論述都變成一言堂，全黨以為蔡英文是明君、任由蔡英文恣意妄為，總統制更讓蔡英文有模糊地帶可以操控，導致軍公教年金改革、一例一休、同性婚姻與轉型正義等政策都荒腔走板[130]。
- 2019年10月18日，一邊一國行動黨表示，一例一休「走錯了」，該黨主張恢復陳水扁政府時期的「周休二日，勞資協商」[131]。2019年12月8日，支持一邊一國行動黨的前總統陳水扁說，一例一休是「勞工沒感謝、老闆也怨嘆、消費者遭殃、政府又被譙」的「四輸」政策，原因就是民進黨一黨獨大、完全執政[132]。